# بلديات ولاية أولاد جلال
قائمة البلديات في ولاية أولاد جلال حسب توزيعها على الدوائر مع الرمز البريدي وتعداد السكان.

## البلديات
| الرمز البريدي | اسم البلدية      | عدد السكان |
| ------------- | ---------------- | ---------- |
|               | سيدي خالد        | 90,518     |
|               | سيدي خالد        | 51,567     |
|               | رأس الميعاد      | 26,141     |
|               | البسباس          | 12,810     |
|               | أولاد جلال       | 122,895    |
|               | أولاد جلال       | 75,282     |
|               | الشعيبة          | 15,896     |
|               | الدوسن           | 31,717     |
| المجموع       | ولاية أولاد جلال | 213,413    |

حسب احصائيات سنة 2015 لولاية بسكرة 

### مواضيع ذات صلة
- وزارة الداخلية الجزائرية
- ولاية أولاد جلال
- دوائر ولاية أولاد جلال
- قائمة بلديات الجزائر
- دوائر الجزائر
- دوائر ولاية بجاية
- دوائر ولاية البويرة
- دوائر ولاية تيزي وزو
- دوائر ولاية برج بوعريريج
- دوائر ولاية بومرداس

### وصلات خارجية
- الموقع الرسمي لوزارة الداخلية الجزائرية